# JCSAT-1
JCSAT-1は、かつてJSAT社(現・スカパーJSAT)が打ち上げ、運用していた通信衛星。メーカーはヒューズ・エアクラフトで、1989年3月6日にアリアン4ロケットにより打ち上げられた。
これ以降のJSAT株式会社所有の放送用衛星シリーズはJCSATシリーズと呼ばれる。
864 MHzの総帯域幅で32の27MHzのKuバンドトランスポンダによって供給される2.4 m(7フィート10インチ)のアンテナで構成されている。
その後JCSAT-1Bに役目を譲り、1998年に運用終了、軌道外投棄（デオービット）された。